# Pere Santfeliu i Comes
Pere Santfeliu i Comes (Santa Maria de Barberà, 1853-1924) fou propietari de can Santfeliu, masia de la partida de Riu-sec. Va patrocinar la construcció d'escoles a Barberà i va contribuir al manteniment de l'Hospital i Casa de Beneficència de Sabadell. Amb el llegat que deixà a l'Hospital del Taulí, el 1925 es va construir el pis dels pavellons de la Clínica, segons els plànols de l'arquitecte municipal Josep Renom. En atenció al donatiu de Pere Santfeliu, es va concedir als veïns de Barberà el benefici de ser atesos a l'hospital sabadellenc.
El 18 de febrer de 1960 Sabadell li va dedicar un passatge al barri de la Creu de Barberà.